# Chaerephon bivittatus
Chaerephon bivittatus е вид прилеп от семейство Булдогови прилепи (Molossidae). Видът не е застрашен от изчезване.

## Разпространение
Разпространен е в Еритрея, Етиопия, Замбия, Зимбабве, Кения, Мозамбик, Танзания, Уганда и Южен Судан.

## Описание
Теглото им е около 15,4 g.
Популацията на вида е стабилна.